# Dracaena novoguineensis
Dracaena novoguineensis là một loài thực vật có hoa trong họ Măng tây. Loài này được Gibbs mô tả khoa học đầu tiên năm 1917.